# Synagoge (Gniezno)

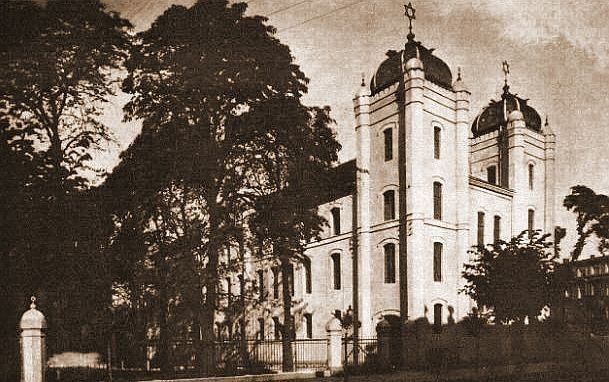
Synagoge in Gniezno

Die Synagoge in Gniezno (deutsch Gnesen), einer polnischen Stadt in der Woiwodschaft Großpolen, wurde 1846 an der Hornstraße errichtet und 1940 von den deutschen Besatzern zerstört.
Die Synagoge im Stil des Historismus wurde von Vertretern des Reformjudentums errichtet. Sie ersetzte eine orthodoxe Holzsynagoge aus dem Jahr 1582, die 1819 bei einem Stadtbrand zerstört worden war.